# Utricularia bosminifera
Utricularia bosminifera — вид рослин із родини пухирникових (Lentibulariaceae).

## Середовище проживання
Цей вид був зафіксований лише на острові Ко Чанг, у провінції Трат, у Сіамській затоці, Таїланд.
Населяє вологі скелі та піщані субстрати, часто росте по берегах струмків; на висотах від 0 до 300 метрів.

## Використання
Вид культивується невеликою кількістю ентузіастів роду. Торгівля незначна.